# مورانبونگ-گویوک
مورانبونگ-گویوک (به لاتین: Moranbong-guyok) شهرستانی در کشور کره شمالی است که در پیونگ‌یانگ واقع شده‌است.